# Корнедо ал'Изарко
Корнѐдо ал'Иза̀рко (на италиански: Cornedo all'Isarco; на немски: Karneid, Карнайд) е община в Северна Италия, автономна провинция Южен Тирол, автономен регион Трентино-Южен Тирол. Разположено е на 162 m надморска височина. Населението на общината е 15 777 души (към 2010 г.).
Административен център на общината е село Кардано (на италиански: Cardano; на немски: Kardaun, Кардаун)

## Език
Официални общински езици са и италианският и немският. Най-голямата част от населението говори немски. В общината се говори и други романски език, ладинският.
| %     | Роден език      |
| 10,64 | Италиански език |
| 89,03 | Немски език     |
| 0,33  | Ладински език   |